# Christianseck
Christianseck is een plaats in de Duitse gemeente Bad Berleburg, deelstaat Noordrijn-Westfalen, en telt 110 inwoners (2007).

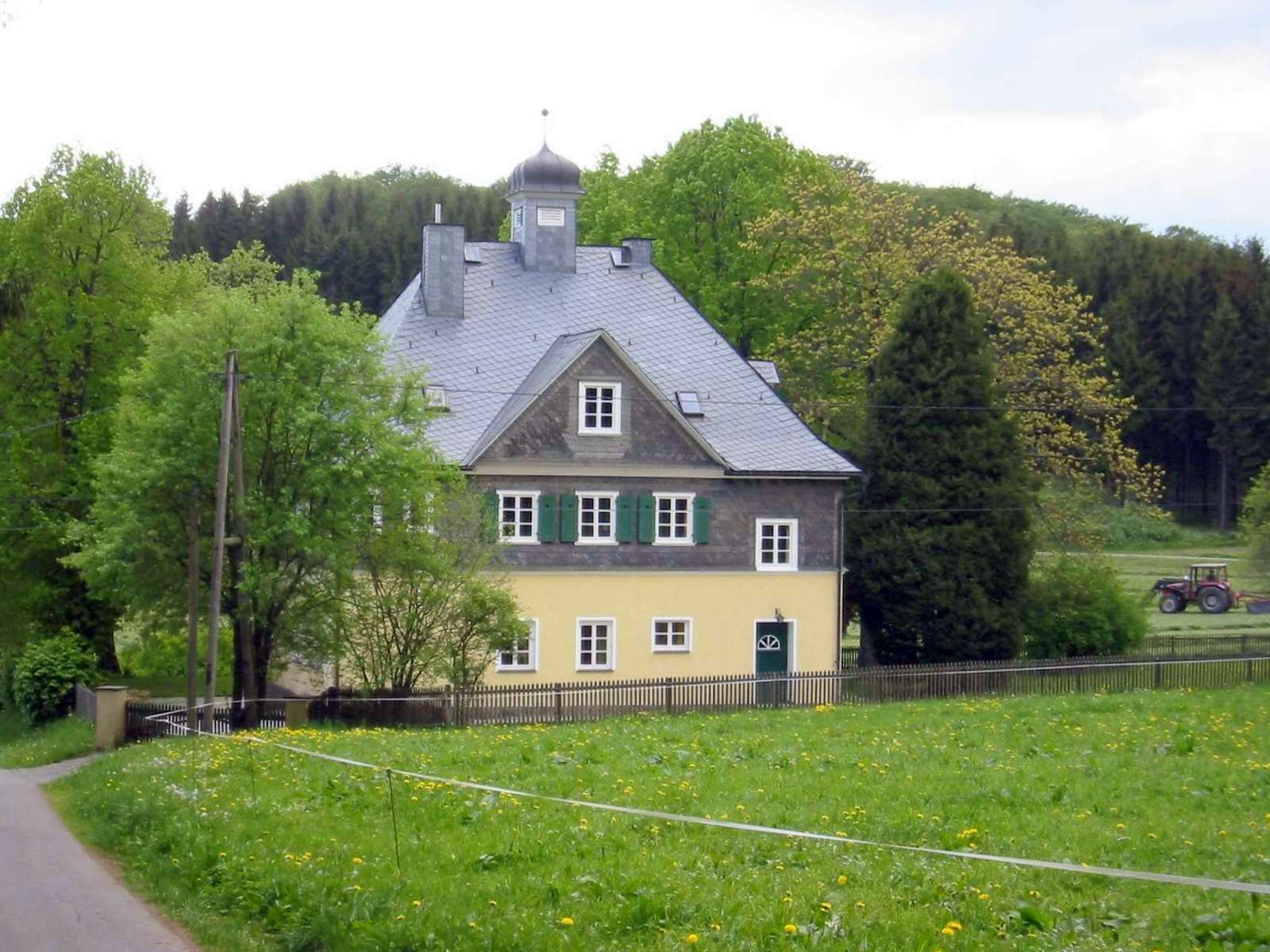